# Cryptops roeplainsensis
Cryptops roeplainsensis är en mångfotingart som beskrevs av Edgecombe 2005. Cryptops roeplainsensis ingår i släktet Cryptops och familjen Cryptopidae. Inga underarter finns listade i Catalogue of Life.